# Black Diamond (Floride)
Pour les articles homonymes, voir Black Diamond.
Black Diamond est une census-designated place du comté de Citrus, dans l'État de Floride, aux États-Unis,. En 2020, elle compte une population de 1 255 habitants.